# الدوري الأيرلندي 1891–92
الدوري الأيرلندي 1891–92 (بالإنجليزية: 1891–92 Irish League)‏ هو الموسم 2 من الدوري الأيرلندي. أشرف على تنظيمه الاتحاد الأيرلندي لكرة القدم، وفاز فيه نادي لينفيلد.